# Yuan Hongdao
袁宏道 Yuan Hongdao (1568-1610) escritor chino de la dinastía Ming.
Ensayista y poeta, defendió el uso de la lengua coloquial en oposición a la imitación de lo antiguo.
«Además de la poesía, el foco de la obra literaria de Yuan Hongdao es la prosa, particularmente el ensayo libre, también conocido como 'xiaopinwen', y la escritura de viajes ('youji').  Si bien sus contemporáneos y críticos del período Qing todavía consideraban a Yuan Hongdao principalmente como un poeta importante, en la década de 1930 comenzó una reevaluación a través de Zhou Zuoren (1885-1967) y Lin Yutang (1895-1976), que ahora vio la obra ensayística in pasó a primer plano y reconoció en Yuan al precursor de una literatura moderna, desarrollada individualmente y orientada hacia el lenguaje cotidiano, como lo había exigido el movimiento estudiantil del 4 de mayo de 1919».